# Норма Еррера
Норма Едіт Еррера Ісунса (ісп. Norma Edith Herrera Ysunza; нар. 24 травня 1942, Мехіко) — мексиканська акторка та співачка.

## Життєпис
Народилась 24 травня 1942 року в Мехіко. Акторську кар'єру розпочала у 1960-х роках. Багато знімалася як у кіно, так й на телебаченні, в тому числі й у відомих теленовелах «Прокляття» (1983), «Хазяйка» (1995) та «Море кохання» (2009).
1980 року отримала премію Арієль в категорії Найкраща акторка за роль Глорії Ортега у фільмі «Полум'я в морі».
Паралельно розвивалася її кар'єра співачки, нею було записано низку музичних альбомів. 
У 1963—1971 роках перебувала у шлюбі з режисером Раулем Арайса (помер 2013 року). Шлюб завершився розлученням. Їхні двоє синів — Рауль Арайса-молодший (нар. 14 листопада 1964) та Армандо Арайса (нар. 1 вересня 1969) — також стали акторами. Має чотирьох онучок: Роберта та Каміла — доньки Рауля, Роміна і Пауліна — доньки Армандо.

## Вибрана фільмографія
| Рік       |   | Українська назва                 | Оригінальна назва            | Роль                                |
| --------- | - | -------------------------------- | ---------------------------- | ----------------------------------- |
| 1969      | ф | Великий куб                      | The Big Cube                 | Стелла                              |
| 1972      | с | Карета                           | El carruaje                  | Софія / Анхела                      |
| 1973      | с | Помічниці Бога                   | Los que ayudan a Dios        | Алісія Кастро                       |
| 1978      | ф | Патрульний 777                   | El patrullero                | вагітна жінка                       |
| 1980      | ф | Полум'я в морі                   | Fuego en el mare             | Глорія Ортега                       |
| 1981      | с | Право на народження              | El derecho de nacer          | Марія                               |
| 1983      | с | Прокляття                        | El maleficio                 | Нора Вальдес де Мартіно             |
| 1986—1987 | с | Шрами душі                       | Cicatrices del alma          | Ельвіра Контрерас де Рівас Кастілья |
| 1987      | с | Єсенія                           | Yesenia                      | Маріселла                           |
| 1990—1995 | с | Жінка, випадки з реального життя | Mujer, casos de la vida real | різні персонажі (3 епізоди)         |
| 1995      | с | Хазяйка                          | La dueña                     | Береніс Вільяреаль де Кастро        |
| 1997—1998 | с | Ураган                           | Huracán                      | Альфонсіна Тавіані де Роблес        |
| 1999—2000 | с | Три жінки                        | Tres mujeres                 | Грета Саральді де Уріарте-Мінскі    |
| 2000—2001 | с | Личко ангела                     | Carita de angel              | Пауліна де Вальє                    |
| 2009—2010 | с | Море кохання                     | Mar de amor                  | Віолетта                            |
| 2014—2015 | с | Моє серце твоє                   | Mi corazón es tuyo           | Соледад Фуентес                     |
| 2015—2016 | с | Просто Марія                     | Simplenente Maria            | донья Карміна                       |
| 2023      | с | Глорія Треві: Вони — це я        | Gloria Trevi: Ellas soy yo   | Аврора Тамес де Арредондо           |

## Нагороди та номінації
Аріель
- 1980 — Найкраща акторка (Полум'я в морі).

TVyNovelas Awards
- 1984 — Найкраща музична тема (Прокляття).
- 1987 — Номінація на найкращу акторку (Шрами душі).
- 1996 — Номінація на найкращу акторку другого плану (Хазяйка).
- 2000 — Найкраща жіноча роль у виконанні заслуженої акторки (Три жінки).

Bravo Awards
- 2000 — Найкраща акторка (Три жінки).

ACE Awards
- 1985 — Найкраща акторка (Прокляття).

Choca de Oro
- 2012 — Почесна нагорода за 50-річну кар'єру.